# خورخي فالديراما
خورخي فالديراما (بالإسبانية: Jorge Valderrama)‏ (12 ديسمبر 1906 – تاريخ الوفاة غير معلوم) لاعب كرة قدم بوليفي راحل كان يجيد اللعب في خط الوسط .
لعب طوال مسيرته الرياضية في نادي أورورو رويال . شارك مع منتخب بوليفيا في بطولة كأس أمريكا الجنوبية مرتين في 1926 و 1927 وبطولة كأس العالم 1930 في الأوروغواي .

## روابط خارجية
- خورخي فالديراما على موقع الاتحاد الدولي (مؤرشف)  (الإنجليزية)
- خورخي فالديراما على موقع قاعدة بيانات كرة القدم.إي يو (الإنجليزية)
- خورخي فالديراما على موقع ناشيونال فوتبول تيمز (الإنجليزية)